# Мордовско-Афонькинское сельское поселение
Мордовско-Афонькинское сельское поселение — сельское поселение в Черемшанском районе Татарстана.
Административный центр — село Мордовское Афонькино.

## Населённые пункты
В состав поселения входят 3 населённых пунктов:
- сёла: Мордовское Афонькино, Лагерка.
- деревня: Чувашское Афонькино.

## Население
| 2010 | 2011 | 2012 | 2013 | 2014 | 2015 | 2016 |
| ---- | ---- | ---- | ---- | ---- | ---- | ---- |
| 490  | ↘489 | ↘473 | ↘469 | ↘454 | ↘440 | ↘423 |
| 2017 | 2018 |      |      |      |      |      |
| ↘414 | ↘408 |      |      |      |      |      |